# Tiefenbach UR
| UR ist das Kürzel für den Kanton Uri in der Schweiz. Es wird verwendet, um Verwechslungen mit anderen Einträgen des Namens Tiefenbach zu vermeiden. |

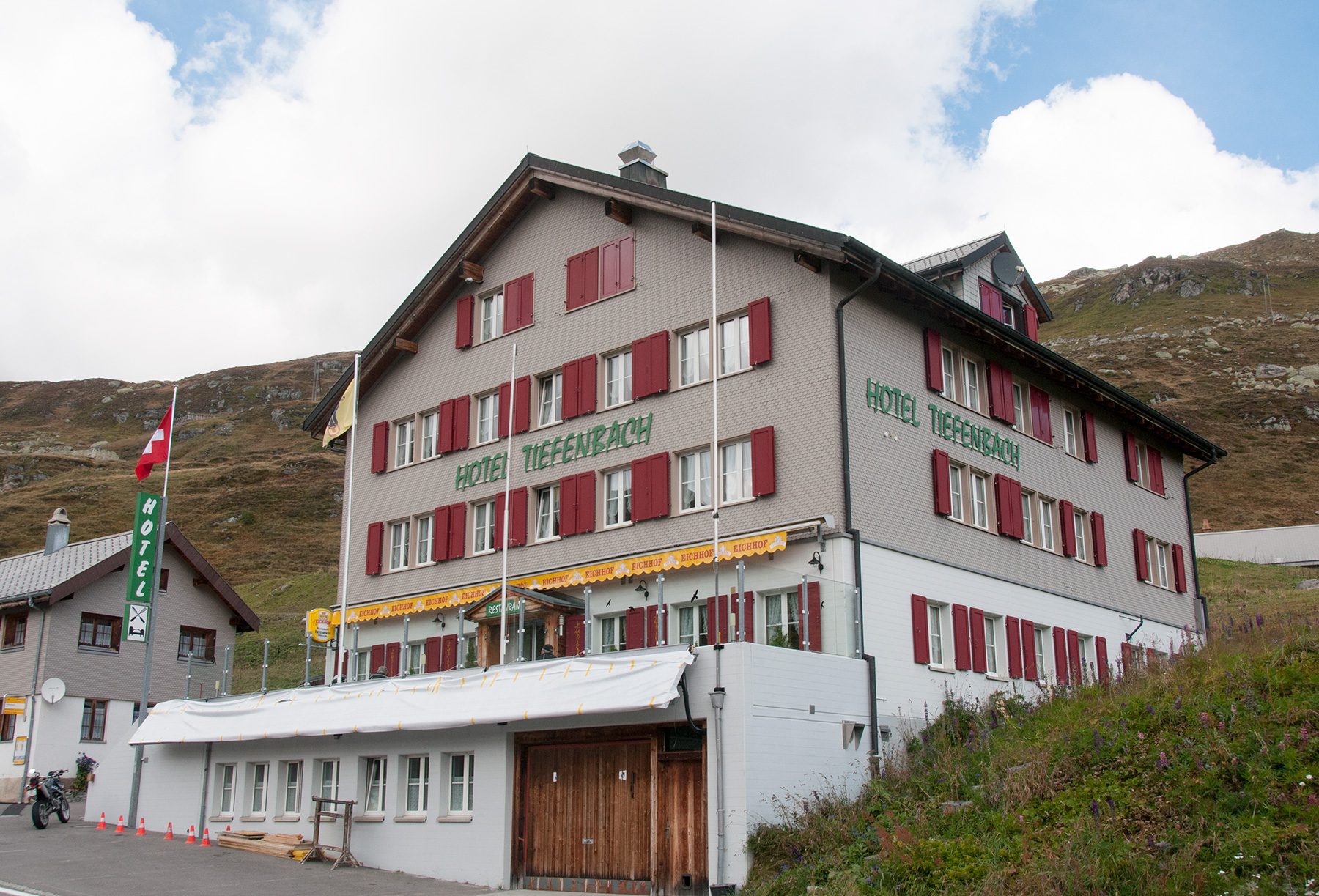
Hotel Tiefenbach

Tiefenbach (2110 m ü. M.) ist ein Ortsteil der Gemeinde Realp in der Talschaft Urseren des Schweizer Kantons Uri.
Tiefenbach liegt an der Furkapass-Strasse und besteht im Wesentlichen aus dem Hotel Tiefenbach und einigen Wirtschaftsgebäuden. Das «Schirmhaus Alpenlaus» wurde 1867 vom Kanton Uri für den Strassenwärter erbaut. 1910 erhielt es den Namen «Hotel Tiefengletscher» und 1940 den heutigen Namen. Hier fuhr 1921 das erste Postauto durch, das den Furkapass überquerte.
Tiefenbach verfügt über eine – 265 m unterhalb der Furkapass-Strasse gelegenen – Haltestelle der Dampfbahn Furka-Bergstrecke (DFB), die von Realp (Kanton Uri) durch den Furka-Scheiteltunnel nach Gletsch und Oberwald (Kanton Wallis) führt.
Ausgangspunkt für Wanderungen zur Sidelen-Hütte und Albert-Heim-Hütte (von dort jeweils diverse Bergbesteigungen möglich; siehe Hütten-Links).